# Music City Grand Prix 2023
Der Music City Grand Prix 2023 (offiziell Big Machine Music City Grand Prix 2023) auf dem Kurs Nashville Street Circuit fand am 6. August 2023 statt und ging über eine Distanz von 80 Runden à 3,492 km. Es war der 13. Lauf zur IndyCar Series 2023.

## Bericht
Aus der Pole Position gestartet, bog Scott McLaughlin (Team Penske) ganz vorne in die erste Kurve ein, gefolgt von Pato O’Ward (Arrow McLaren SP). Insgesamt gab es drei Gelbphasen im Verlauf des Rennens. Die erste löste David Malukas (Dale Coyne Racing) aus, wegen eines nach hinten abgeknickten Heckflügels. Malukas konnte das Auto ohne Unfall abstellen in einem Notausgang. Diese Gelbphase nutzten verschiedene Fahrer um die Reifen zu wechseln, nach nur 12 gefahrenen Runden. Das Spitzenduo McLaughlin und O’Ward gehörten nicht dazu. So wurde das Rennen von den verschiedenen Strategien bestimmt. Bei Andretti Autosport hatte man eine abweichende Boxenstopp-Strategie gewählt im Vergleich zur Konkurrenz. Bei Kyle Kirkwood wurden die weichen Reifen im zweiten Stint aufgezogen, was sich schlussendlich als richtig erwiesen hatte. Erst nach dem letzten Stopp hatte die Spitze mit den härteren Slicks wieder die gleiche Reifenmischung an den Autos. Nach diesen Boxenstopps führte Kirkwood, der von der achten Position aus gestartet war, vor McLaughlin und Alex Palou (Chip Ganassi Racing), die Spitzengruppe an. Kurz vor Schluss wurde das Rennen mit der roten Flagge unterbrochen. Beim Duell zwischen Felix Rosenqvist (Arrow McLaren SP) und Ryan Hunter-Reay (Ed Carpenter Racing), landete Rosenqvist in der Streckenbegrenzung. Die dahinterfahrenden Rookies Benjamin Pedersen (A. J. Foyt Enterprises) und Agustín Canapino (Juncos Hollinger Racing) konnten nicht mehr ausweichen und blockierten die Straße. Beim Restart ließ Kirkwood keinen Zweifel offen, das Rennen zu gewinnen. Er legte einen Vorsprung zwischen sich McLaughlin und Palou und fuhr als Sieger durchs Ziel.

## Meldeliste
| Startnummer | Fahrer              | Team                                 | Motor     |
| ----------- | ------------------- | ------------------------------------ | --------- |
| 2           | Josef Newgarden     | Team Penske                          | Chevrolet |
| 3           | Scott McLaughlin    | Team Penske                          | Chevrolet |
| 5           | Patricio O’Ward     | Arrow McLaren SP                     | Chevrolet |
| 06          | Hélio Castroneves   | Meyer Shank Racing                   | Honda     |
| 6           | Felix Rosenqvist    | Arrow McLaren SP                     | Chevrolet |
| 7           | Alexander Rossi     | Arrow McLaren SP                     | Chevrolet |
| 8           | Marcus Ericsson     | Chip Ganassi Racing                  | Honda     |
| 9           | Scott Dixon         | Chip Ganassi Racing                  | Honda     |
| 10          | Alex Palou          | Chip Ganassi Racing                  | Honda     |
| 11          | Marcus Armstrong    | Chip Ganassi Racing                  | Honda     |
| 12          | Will Power          | Team Penske                          | Chevrolet |
| 14          | Santino Ferrucci    | A. J. Foyt Racing                    | Chevrolet |
| 15          | Graham Rahal        | Rahal Letterman Lanigan Racing       | Honda     |
| 18          | David Malukas       | Dale Coyne Racing / HMD Motorsports  | Honda     |
| 20          | Ryan Hunter-Reay    | Ed Carpenter Racing                  | Chevrolet |
| 21          | Rinus VeeKay        | Ed Carpenter Racing                  | Chevrolet |
| 26          | Colton Herta        | Andretti Autosport / Curb-Agajanian  | Honda     |
| 27          | Kyle Kirkwood       | Andretti Autosport                   | Honda     |
| 28          | Romain Grosjean     | Andretti Autosport                   | Honda     |
| 29          | Devlin DeFrancesco  | Andretti Steinbrenner Autosport      | Honda     |
| 30          | Jack Harvey         | Rahal Letterman Lanigan Racing       | Honda     |
| 45          | Christian Lundgaard | Rahal Letterman Lanigan Racing       | Honda     |
| 51          | Sting Ray Robb      | Dale Coyne Racing / Rick Ware Racing | Honda     |
| 55          | Benjamin Pedersen   | A. J. Foyt Racing                    | Chevrolet |
| 60          | Linus Lundqvist     | Meyer Shank Racing                   | Honda     |
| 77          | Callum Ilott        | Juncos Hollinger Racing              | Chevrolet |
| 78          | Agustín Canapino    | Juncos Hollinger Racing              | Chevrolet |

## Klassifikationen

### Freies Training 1
| Pos. | Nr. | Fahrer          | Team                | Motor     | Zeit       |
| ---- | --- | --------------- | ------------------- | --------- | ---------- |
| 1    | 12  | Will Power      | Team Penske         | Chevrolet | 01:16.4042 |
| 2    | 10  | Alex Palou      | Chip Ganassi Racing | Honda     | 01:16.6494 |
| 3    | 7   | Alexander Rossi | Arrow McLaren SP    | Chevrolet | 01:16.7192 |

### Freies Training 2
| Pos. | Nr. | Fahrer          | Team                | Motor     | Zeit       |
| ---- | --- | --------------- | ------------------- | --------- | ---------- |
| 1    | 8   | Marcus Ericsson | Chip Ganassi Racing | Honda     | 01:31.7999 |
| 2    | 21  | Rinus VeeKay    | Ed Carpenter Racing | Chevrolet | 01:32.6910 |
| 3    | 12  | Will Power      | Team Penske         | Chevrolet | 01:32.8167 |

### Qualifying
| Pos. | Nr. | Fahrer              | Team                                 | Motor     | Zeit       | Zeit       | Zeit       | Zeit       | Startplatz |
| Pos. | Nr. | Fahrer              | Team                                 | Motor     | Q1         | Q1         | Q2         | Q3         | Startplatz |
| Pos. | Nr. | Fahrer              | Team                                 | Motor     | Gruppe 1   | Gruppe 2   | Q2         | Q3         | Startplatz |
| ---- | --- | ------------------- | ------------------------------------ | --------- | ---------- | ---------- | ---------- | ---------- | ---------- |
| 1    | 3   | Scott McLaughlin    | Team Penske                          | Chevrolet | 01:15.1629 | N/A        | 01:14.7484 | 01:14.6099 | 1          |
| 2    | 5   | Pato O’Ward         | Arrow McLaren SP                     | Chevrolet | N/A        | 01:15.1251 | 01:14.5944 | 01:14.9395 | 2          |
| 3    | 26  | Colton Herta        | Andretti Autosport / Curb-Agajanian  | Honda     | N/A        | 01:15.0030 | 01:14.7128 | 01:15.2416 | 3          |
| 4    | 10  | Alex Palou          | Chip Ganassi Racing                  | Honda     | N/A        | 01:15.0849 | 01:14.7218 | 01:15.2462 | 4          |
| 5    | 18  | David Malukas       | Dale Coyne Racing / HMD Motorsports  | Honda     | 01:15.7943 | N/A        | 01:15.0519 | 01:15.8703 | 5          |
| 6    | 28  | Romain Grosjean     | Andretti Autosport                   | Honda     | N/A        | 01:15.1570 | 01:14.7695 | 01:15.9921 | 6          |
| 7    | 12  | Will Power          | Team Penske                          | Chevrolet | N/A        | 01:15.4599 | 01:15.1384 | N/A        | 7          |
| 8    | 27  | Kyle Kirkwood       | Andretti Autosport                   | Honda     | N/A        | 01:15.0561 | 01:15.1641 | N/A        | 8          |
| 9    | 2   | Josef Newgarden     | Team Penske                          | Chevrolet | 01:15.9347 | N/A        | 01:15.4862 | N/A        | 9          |
| 10   | 7   | Alexander Rossi     | Arrow McLaren SP                     | Chevrolet | 01:15.8303 | N/A        | 01:15.5711 | N/A        | 10         |
| 11   | 60  | Linus Lundqvist     | Meyer Shank Racing                   | Honda     | 01:16.0892 | N/A        | 01:16.0715 | N/A        | 11         |
| 12   | 9   | Scott Dixon         | Chip Ganassi Racing                  | Honda     | 01:15.7094 | N/A        | 01:16.7692 | N/A        | 12         |
| 13   | 45  | Christian Lundgaard | Rahal Letterman Lanigan Racing       | Honda     | 01:16.0985 | N/A        | N/A        | N/A        | 13         |
| 14   | 6   | Felix Rosenqvist    | Arrow McLaren SP                     | Chevrolet | N/A        | 01:15.4638 | N/A        | N/A        | 14         |
| 15   | 15  | Graham Rahal        | Rahal Letterman Lanigan Racing       | Honda     | 01:16.1825 | N/A        | N/A        | N/A        | 15         |
| 16   | 11  | Marcus Armstrong    | Chip Ganassi Racing                  | Honda     | N/A        | 01:15.5631 | N/A        | N/A        | 16         |
| 17   | 06  | Hélio Castroneves   | Meyer Shank Racing                   | Honda     | 01:16.2203 | N/A        | N/A        | N/A        | 17         |
| 18   | 77  | Callum Ilott        | Juncos Hollinger Racing              | Chevrolet | N/A        | 01:16.0170 | N/A        | N/A        | 18         |
| 19   | 21  | Rinus VeeKay        | Ed Carpenter Racing                  | Chevrolet | 01:16.3356 | N/A        | N/A        | N/A        | 19         |
| 20   | 8   | Marcus Ericsson     | Chip Ganassi Racing                  | Honda     | N/A        | 01:16.0420 | N/A        | N/A        | 20         |
| 21   | 14  | Santino Ferrucci    | A. J. Foyt Enterprises               | Chevrolet | 01:16.6416 | N/A        | N/A        | N/A        | 21         |
| 22   | 30  | Jack Harvey         | Rahal Letterman Lanigan Racing       | Honda     | N/A        | 01:16.1193 | N/A        | N/A        | 22         |
| 23   | 78  | Agustín Canapino    | Juncos Hollinger Racing              | Chevrolet | 01:16.6900 | N/A        | N/A        | N/A        | 23         |
| 24   | 51  | Sting Ray Robb      | Dale Coyne Racing / Rick Ware Racing | Honda     | N/A        | 01:16.3907 | N/A        | N/A        | 24         |
| 25   | 55  | Benjamin Pedersen   | A. J. Foyt Enterprises               | Chevrolet | No Time    | N/A        | N/A        | N/A        | 25         |
| 26   | 29  | Devlin DeFrancesco  | Andretti Steinbrenner Autosport      | Honda     | N/A        | 01:16.4369 | N/A        | N/A        | 26         |
| 27   | 20  | Ryan Hunter-Reay    | Ed Carpenter Racing                  | Chevrolet | N/A        | 01:17.2417 | N/A        | N/A        | 27         |

### Endergebnis
| Pos. | Nr. | Fahrer                | Team                                 | Motor     | Runden | Zeit/Rückstand | Boxenstopps | Startplatz | Führungsrunden | Punkte |
| ---- | --- | --------------------- | ------------------------------------ | --------- | ------ | -------------- | ----------- | ---------- | -------------- | ------ |
| 1    | 27  | Kyle Kirkwood         | Andretti Autosport                   | Honda     | 80     | 01:58:02.3028  | 2           | 8          | 34             | 53     |
| 2    | 3   | Scott McLaughlin      | Team Penske                          | Chevrolet | 80     | 0.7633         | 2           | 1          | 25             | 42     |
| 3    | 10  | Alex Palou            | Chip Ganassi Racing                  | Honda     | 80     | 1.7221         | 2           | 4          | 12             | 36     |
| 4    | 2   | Josef Newgarden       | Team Penske                          | Chevrolet | 80     | 3.1416         | 2           | 9          |                | 32     |
| 5    | 9   | Scott Dixon           | Chip Ganassi Racing                  | Honda     | 80     | 4.1655         | 2           | 12         |                | 30     |
| 6    | 28  | Romain Grosjean       | Andretti Autosport                   | Honda     | 80     | 5.9518         | 2           | 6          | 4              | 29     |
| 7    | 8   | Marcus Ericsson       | Chip Ganassi Racing                  | Honda     | 80     | 6.4148         | 3           | 20         | 4              | 27     |
| 8    | 5   | Pato O’Ward           | Arrow McLaren SP                     | Chevrolet | 80     | 6.6966         | 2           | 2          |                | 24     |
| 9    | 45  | Christian Lundgaard   | Rahal Letterman Lanigan Racing       | Honda     | 80     | 8.0168         | 3           | 13         |                | 22     |
| 10   | 12  | Will Power            | Team Penske                          | Chevrolet | 80     | 9.0456         | 2           | 7          | 1              | 21     |
| 11   | 06  | Hélio Castroneves     | Meyer Shank Racing                   | Honda     | 80     | 9.8718         | 3           | 17         |                | 19     |
| 12   | 77  | Callum Ilott          | Juncos Hollinger Racing              | Chevrolet | 80     | 10.6859        | 3           | 18         |                | 18     |
| 13   | 11  | Marcus Armstrong (R)  | Chip Ganassi Racing                  | Honda     | 80     | 11.4056        | 3           | 16         |                | 17     |
| 14   | 21  | Rinus VeeKay          | Ed Carpenter Racing                  | Chevrolet | 80     | 11.8172        | 4           | 19         |                | 16     |
| 15   | 15  | Graham Rahal          | Rahal Letterman Lanigan Racing       | Honda     | 80     | 14.2271        | 3           | 15         |                | 15     |
| 16   | 20  | Ryan Hunter-Reay      | Ed Carpenter Racing                  | Chevrolet | 80     | 14.6874        | 4           | 27         |                | 14     |
| 17   | 51  | Sting Ray Robb (R)    | Dale Coyne Racing / Rick Ware Racing | Honda     | 80     | 15.1158        | 4           | 24         |                | 13     |
| 18   | 14  | Santino Ferrucci      | A. J. Foyt Enterprises               | Chevrolet | 80     | 16.5253        | 4           | 21         |                | 12     |
| 19   | 7   | Alexander Rossi       | Arrow McLaren SP                     | Chevrolet | 78     | 2 Rd.          | 3           | 10         |                | 11     |
| 20   | 78  | Agustín Canapino (R)  | Juncos Hollinger Racing              | Chevrolet | 77     | Unfall         | 5           | 23         |                | 10     |
| 21   | 26  | Colton Herta          | Andretti Autosport / Curb-Agajanian  | Honda     | 76     | Defekt         | 3           | 3          |                | 9      |
| 22   | 6   | Felix Rosenqvist      | Arrow McLaren SP                     | Chevrolet | 73     | Unfall         | 4           | 14         |                | 8      |
| 23   | 55  | Benjamin Pedersen (R) | A. J. Foyt Enterprises               | Chevrolet | 73     | Unfall         | 4           | 25         |                | 7      |
| 24   | 30  | Jack Harvey           | Rahal Letterman Lanigan Racing       | Honda     | 71     | Unfall         | 3           | 22         |                | 6      |
| 25   | 60  | Linus Lundqvist (R)   | Meyer Shank Racing                   | Honda     | 69     | Unfall         | 3           | 11         |                | 5      |
| 26   | 29  | Devlin DeFrancesco    | Andretti Steinbrenner Autosport      | Honda     | 65     | Unfall         | 3           | 26         |                | 5      |
| 27   | 18  | David Malukas         | Dale Coyne Racing / HMD Motorsports  | Honda     | 11     | Defekt         | 1           | 5          |                | 5      |

(R)=Rookie / 4 Gelbphasen für insgesamt 8 Rd.

## Führungsrunden
| Fahrer           | Team                | Anzahl |
| ---------------- | ------------------- | ------ |
| Kyle Kirkwood    | Andretti Autosport  | 34     |
| Scott McLaughlin | Team Penske         | 25     |
| Alex Palou       | Chip Ganassi Racing | 12     |
| Romain Grosjean  | Andretti Autosport  | 4      |
| Marcus Ericsson  | Chip Ganassi Racing | 4      |
| Will Power       | Team Penske         | 1      |